# A magyar női labdarúgó-válogatott 2011. szeptember 21-i mérkőzése
Előző mérkőzés - Következő mérkőzés
A magyar női labdarúgó-válogatott Európa-bajnoki-selejtező mérkőzése Norvégia ellen, 2011. szeptember 21-én, amelyen a magyar válogatott 6–0-s vereséget szenvedett.

## Keretek
A magyar női labdarúgó-válogatott szövetségi kapitánya, Kiss László, szeptember 13-án hirdette ki, a tizenkilenc főből álló keretét a mérkőzésre.
A keretben a magyar első osztályban szereplő játékosok mellett a válogatott rendelkezésére állt a Németországban szereplő Szuh Erika és Jakabfi Zsanett. Vágó Fanny időközben újra az MTK játékosa lett. Sérülés miatt nem szerepelt Tóth I Alexandra és Dombai-Nagy Anett. A csapat négy nappal korábban 2–1-es vereséget szenvedett Belgiumtól.
| Norvégia | Norvégia | Norvégia | Norvégia |
| Név      | Kor      | Vál./Gól | Klub     |
| -------- | -------- | -------- | -------- |

| Magyarország      | Magyarország | Magyarország | Magyarország       |
| Név               | Kor          | Vál./Gól     | Klub               |
| ----------------- | ------------ | ------------ | ------------------ |
| Szőcs Réka        | 21 éves      | 19 / 0       | MTK Hungária       |
| Papp Eszter       | 22 éves      | 5 / 0        | Viktória FC        |
| Szeitl Szilvia    | 24 éves      | 24 / 0       | 1. FC Femina       |
| Gál Tímea         | 26 éves      | 30 / 0       | Volosz             |
| Tálosi Szabina    | 22 éves      | 23 / 1       | Viktória FC        |
| Tóth II Alexandra | 20 éves      | 19 / 0       | Viktória FC        |
| Demeter Réka      | 19 éves      | 10 / 0       | MTK Hungária       |
| Rácz Zsófia       | 22 éves      | 23 / 2       | Viktória FC        |
| Smuczer Angéla    | 29 éves      | 61 / 1       | MTK Hungária       |
| Sipos Lilla       | 19 éves      | 8 / 1        | Viktória FC        |
| Megyeri Boglárka  | 24 éves      | 9 / 1        | Viktória FC        |
| Jakab Réka        | 24 éves      | 27 / 7       | Győri Dózsa SE     |
| Szuh Erika        | 21 éves      | 11 / 1       | Lokomotive Leipzig |
| Jakabfi Zsanett   | 21 éves      | 16 / 10      | VfL Wolfsburg      |
| Vágó Fanny        | 20 éves      | 26 / 11      | MTK Hungária       |
| Fogl Katalin      | 27 éves      | 22 / 3       | Astra HFC          |
| Pádár Anita       | 32 éves      | 85 / 31      | 1. FC Femina       |
| Méry Rita         | 27 éves      | 32 / 7       | MTK Hungária       |
| Papp Dóra         | 20 éves      | 8 / 1        | MTK Hungária       |

 megjegyzés: Az adatok a mérkőzés napjának megfelelőek!

## Az összeállítások
| 2011. szeptember 21. 16:30 (UTC+1) |

| Norvégia                                                            | 6 – 0   | Magyarország |
| ------------------------------------------------------------------- | ------- | ------------ |
| Andersen 23' Herlovsen 31' 62' Lund 65' Stensland 78' Tofte Ims 89' | (2 – 0) |              |

| Oslo, Nadderud Játékvezető: Natalja Advoncsenko (RUS) |

| Norvégia | Magyarország |

| NORVÉGIA:            |    |                   |     |
|                      |    |                   |     |
| K                    | 1  | Ingrid Hjelmseth  |     |
| V                    | 3  | Maren Mjelde      |     |
| V                    | 5  | Marita Lund       |     |
| V                    | 15 | Hedda Gardsjord   | 70' |
| KP                   | 4  | Ingvild Stensland |     |
| KP                   | 7  | Trine Rønning     | 20' |
| KP                   | 17 | Lene Mykjåland    |     |
| CS                   | 9  | Isabell Herlovsen |     |
| CS                   | 10 | Emilie Haavi      |     |
| CS                   | 16 | Elise Thorsnes    | 80' |
| CS                   | 18 | Solfrid Andersen  |     |
| Cserék:              |    |                   |     |
| GK                   | 12 | Caroline Knutsen  |     |
| V                    | 2  | Toril Akerhaugen  |     |
| KP                   | 6  | Lisa-Marie Woods  |     |
| CS                   | 8  | Ingvild Isaksen   |     |
| CS                   | 11 | Kristine Hegland  | 70' |
| CS                   | 13 | Madeleine Giske   | 20' |
| KP                   | 14 | Gry Tofte Ims     | 80' |
| Szövetségi kapitány: |    |                   |     |
| Eli Landsem          |    |                   |     |

| MAGYARORSZÁG:        |    |                   |     |
|                      |    |                   |     |
| K                    | 1  | Szőcs Réka        |     |
| V                    | 5  | Gál Tímea         |     |
| V                    | 9  | Szeitl Szilvia    |     |
| V                    | 18 | Tálosi Szabina    |     |
| V                    | 4  | Tóth II Alexandra |     |
| VKP                  | 6  | Smuczer Angéla    |     |
| VKP                  | 15 | Rácz Zsófia       |     |
| TKP                  | 21 | Megyeri Boglárka  |     |
| TKP                  | 8  | Pádár Anita       | 75' |
| TKP                  | 14 | Méry Rita         |     |
| CS                   | 10 | Vágó Fanny        |     |
| Cserék:              |    |                   |     |
| K                    | 12 | Papp Eszter       |     |
| V                    | 2  | Demeter Réka      |     |
| KP                   | 19 | Sipos Lilla       | 75' |
| CS                   | 11 | Fogl Katalin      |     |
| KP                   | 17 | Jakab Réka        |     |
| KP                   | 20 | Papp Dóra         |     |
| KP                   | 23 | Szuh Erika        |     |
| Szövetségi kapitány: |    |                   |     |
| Kiss László          |    |                   |     |

## A mérkőzés
| „             | Számunkra szokatlanul magas iramban zajlott le ez a mérkőzés. Várható volt, hogy előbb-utóbb ez hibák sorozatához vezet, és így is lett, ennek tudható be a nagy különbségű vereség. Az eredmény lehetett volna szorosabb, a súlyos vereséghez az is kellett, hogy elképesztően buta gólokat kaptunk. A norvég válogatott remek csapat, dinamikában, technikában sokkal előrébb jár nálunk, mi egyelőre csak álmodozhatunk arról, hogy végig fel tudjuk venni hasonló iramú mérkőzések ritmusát. | ” |
| – Kiss László | |   |